# Tarlac City
Tarlac City is de hoofdstad van de Filipijnse provincie Tarlac op het eiland Luzon. Bij de laatste census in 2007 had de stad ruim 314 duizend inwoners.

## Geografie

### Bestuurlijke indeling
Tarlac City is onderverdeeld in de volgende 76 barangays:
| - Aguso - Alvindia Segundo - Amucao - Armenia - Asturias - Atioc - Balanti - Balete - Balibago I - Balibago II - Balingcanaway - Banaba - Bantog - Baras-baras - Batang-batang - Binauganan - Bora - Buenavista - Buhilit - Burot - Calingcuan - Capehan - Carangian - Care - Central - Culipat | - Cut-cut I - Cut-cut II - Dalayap - Dela Paz - Dolores - Laoang - Ligtasan - Lourdes - Mabini - Maligaya - Maliwalo - Mapalacsiao - Mapalad - Matadero - Matatalaib - Paraiso - Poblacion - Salapungan - San Carlos - San Cristo - San Cruz - San Domingo - San Francisco - San Isidro - San Jose | - San Jose de Urquico - San Juan de Mata - San Luis - San Manuel - San Maria - San Miguel - San Nicolas - San Niño - San Pablo - San Pascual - San Rafael - San Roque - San Sebastian - San Vicente - Sapang Maragul - Sapang Tagalog - Sepung Calzada - Sinait - Suizo - Tariji - Tibag - Tibagan - Trinidad - Ungot - Villa Bacolor |

## Demografie
Tarlac City had bij de census van 2007 een inwoneraantal van 314.155 mensen. Dit zijn 51.674 mensen (19,7%) meer dan bij de vorige census van 2000. De gemiddelde jaarlijkse groei komt daarmee uit op 2,51%, hetgeen hoger is dan het landelijk jaarlijks gemiddelde over deze periode (2,04%). Vergeleken met de census van 1995 is het aantal mensen met 83.696 (36,3%) toegenomen.

De bevolkingsdichtheid van Tarlac City was ten tijde van de laatste census, met 314.155 inwoners op 274,66 km², 1143,8 mensen per km².

## Geboren in Tarlac City
- Francisco Bustamante (29 december 1963), poolspeler.

Anao · Bamban · Camiling · Capas · Concepcion · Gerona · La Paz · Mayantoc · Moncada · Paniqui · Pura · Ramos · San Clemente · San Jose · San Manuel · Santa Ignacia · Tarlac City · Victoria